# Laure Perret
Pour les articles homonymes, voir Perret.
Laure Perret, née en 1984 et originaire d'Autigny, est une auteure-compositrice-interprète suisse vivant à Fribourg.

## Présentation
À l'âge de 6 ans, Laure Perret se met au piano classique. Elle apprend par la suite la guitare de manière autodidacte.
En 2005, lors d'un long voyage, Laure Perret commence à composer ses propres chansons. Arrangés en trio en compagnie de Matthieu Chavaz et Paulo Wirz, ces morceaux prennent corps et forment son premier album, « Tired But Happy », verni à Fri-Son le samedi 6 mars 2010.
Après une tournée et notamment un concert au Paléo Festival de Nyon, Laure Perret marque un temps d'arrêt pour retrouver le plaisir de composer,. En 2014, elle parvient à récolter 8 000 CHF sur la plateforme de financement participatif We Make It pour financer un nouvel album, qui est enregistré à Fribourg, mixé à Helsinki et masterisé à Montréal. Accompagnée de quatre musiciens, elle vernit son deuxième album « Somewhere Out of Sight » au Bilboquet de Fribourg en avril 2014. Cette année-là, elle travaille à 60% pour le Festival international de films de Fribourg.

## Discographie
- Tired But Happy, 2010 ;
- Somewhere Out of Sight, 2014.